# Gastone Darè
Gastone Darè (Suzzara, 18 febbraio 1918 – Mantova, 7 giugno 1977) è stato uno schermidore, dirigente sportivo e politico italiano, vincitore di due medaglie d'argento nella scherma ai Giochi olimpici.
Nel biennio 1959-1960 ha fatto parte del comitato di gestione della Federazione Italiana Scherma nominato dal CONI insieme a Edoardo Mangiarotti e Renzo Nostini.
Contemporaneamente all'attività sportiva partecipò alla vita politica di Mantova dove fu consigliere comunale del PSI dal 1951 al 1964 e dal 1970 al 1974. Dal 1963 al 1974 fu Senatore della Repubblica nella IV e V legislatura.

## Palmarès
In carriera ha ottenuto i seguenti risultati:
Giochi olimpici
Individuale
A squadre
- Argento nella sciabola a Londra 1948
- Argento nella sciabola a Helsinki 1952

Mondiali
Individuale
- Oro nella sciabola a Il Cairo 1949
- Bronzo nella sciabola a Lisbona 1947
- Bronzo nella sciabola a Montecarlo 1950
- Bronzo nella sciabola a Stoccolma 1951

A squadre
- Oro nella sciabola a Lisbona 1947
- Oro nella sciabola a Il Cairo 1949
- Oro nella sciabola a Montecarlo 1950
- Argento nella sciabola a Stoccolma 1951
- Argento nella sciabola a Bruxelles 1953
- Argento nella sciabola a Roma 1955

Campionati italiani
Individuale
- Oro nella sciabola nel 1949

A squadre